# 湯姆·席爾茲
湯姆·席爾茲（英語：Tom Shields，1991年7月11日—），美國游泳運動員，現在就讀於加州大學柏克萊分校。他是美國50米蝶泳、100米蝶泳和200米蝶泳（均為短池）紀錄的保持者，也是美國國家游泳隊的一員。